# أميد صيدالي
أميد صيدالي (بالفارسية: امید صیدالی) هو لاعب كرة قدم إيراني، من مواليد 7 مايو 1999، يلعب لنادي فولاد خوزستان.

## روابط خارجية
- أميد صيدالي على موقع قاعدة بيانات كرة القدم.إي يو (الإنجليزية)
- أميد صيدالي على موقع Soccerway.com (الإنجليزية)